# Ptilope jambou
Ptilinopus jambu
Pour les articles homonymes, voir Ptilinopus et Jambu.
Espèce
Statut de conservation UICN

 NT  : Quasi menacé
Le Ptilope jambou (Ptilinopus jambu) ou Ptilope jambu, est une espèce d’oiseaux de la famille des Columbidae habitant l'Asie du Sud-Est. Sa coloration caractéristique lui est utile pour se camoufler dans la canopée où il vit. Il est aujourd'hui menacé par la perte de son habitat.

## Description
Le Ptilope jambou mesure entre 23 et 28 cm de long pour un poids moyen de 42 g. Il s'agit d'une oiseau dodu aux plumes soyeuses, avec une petite tête. Sa coloration est très distinctive, avec un anneau oculaire blanc, un bec orange et les pattes rouges.
Cette espèce présente un dimorphisme sexuel. Le mâle adulte a la face cramoisie avec un menton noir, avec les parties supérieures d'un vert uni et le ventre blanc taché de rose pâle sur la poitrine et avec les sous-caudales marron noisette. La femelle a, quant à elle, une face violet terne avec un menton noir ; les parties inférieure sont vertes avec un ventre blanc et les sous-caudales cannelle. Les immatures ressemblent à la femelle, mais ont une face verte. Le jeune mâle ressemble beaucoup à la femelle, et acquiert son plumage d'adulte environ 39 semaines après son envol.

## Écologie et comportement

### Voix, comportement social
Le cri d'appel est un doux coo. Le Ptilope jambou est un oiseau timide et discret, qui se tient camouflé dans la canopée de la forêt grâce à son plumage vert. Il est généralement observé seul ou à deux, mais un groupe considérable peut se former pour s'alimenter à un arbre fruitier.

### Alimentation
Il se nourrit directement de fruits sur les arbres mais aussi au sol des fruits que des calaos ou des singes ont laissé tomber. Comme d'autres colombidés, mais contrairement à la plupart des oiseaux, il peut boire en suçant.

### Reproduction
Le mâle défend son territoire en période de reproduction : il gonfle ses ailes, balance son corps et roucoule, usant du bec si cette prestation territoriale ne suffit pas. La femelle construit un nid de fines brindilles, de racines et d'herbes collectées par son compagnon. Placé dans un arbre ou un arbuste, il accueille un ou parfois deux œufs blancs couvés par les deux parents pendant environ 20 jours. Une douzaine de jours après l'éclosion, les jeunes prennent leur envol.

## Répartition et habitat
Cette espèce vit en Thaïlande, en Malaisie, au Brunei et dans les îles indonésiennes de Kalimantan, de Sumatra et de Java. Elle vit dans la forêt tropicale humide de basse altitude et dans la mangrove jusqu'à 1 600 m d'altitude. On la trouve également dans la forêt secondaire.

## Menaces
La déforestation intensive en Indonésie et en Malaisie menace aujourd'hui cette espèce, bien que sa capacité à vivre dans les forêts secondaires et à une altitude plus élevée rende sa situation moins critique que celle d'autres espèces d'oiseaux forestiers. Le Ptilope jambou est classé par l'UICN en NT (quasi menacé).